# Drymen
Drymen (gael. Baile MoThatha) – rolnicza wieś w Szkocji, położona w pobliżu jeziora Loch Lomond, oraz wzgórza Conic Hill. Miejscowa piwiarnia (Clachan pub) jest podobno najstarszym pubem w Szkocji.